# فالغو
فالغو (بالفرنسية: Vallègue)‏ هي بلدية تقع في فرنسا في Canton of Villefranche-de-Lauragais.[بحاجة لمصدر] يقدر عدد سكانها بـ 485 نسمة ومساحتها 4.18 كم2 وترتفع عن سطح البحر 243 متر.